# メルボルン山
メルボルン山（メルボルンさん、Mount Melbourne）は南極大陸東部（東南極）ヴィクトリアランドにある火山。
ウッド湾とテラノバ湾の間にある、大きくて美しい成層火山である。
ジェイムズ・クラーク・ロスが1841年に発見し、当時のイギリス首相メルバーン卿にちなんで名づけた。
メルボルン山は活火山であり、氷河作用によって常に侵食されている。山腹には若い頂が数多く点在し、最近では18から19世紀に噴火している。山頂の南縁には噴気孔が見られ、またクレーターによって北北東から南南西の方向に山頂が切り取られている。

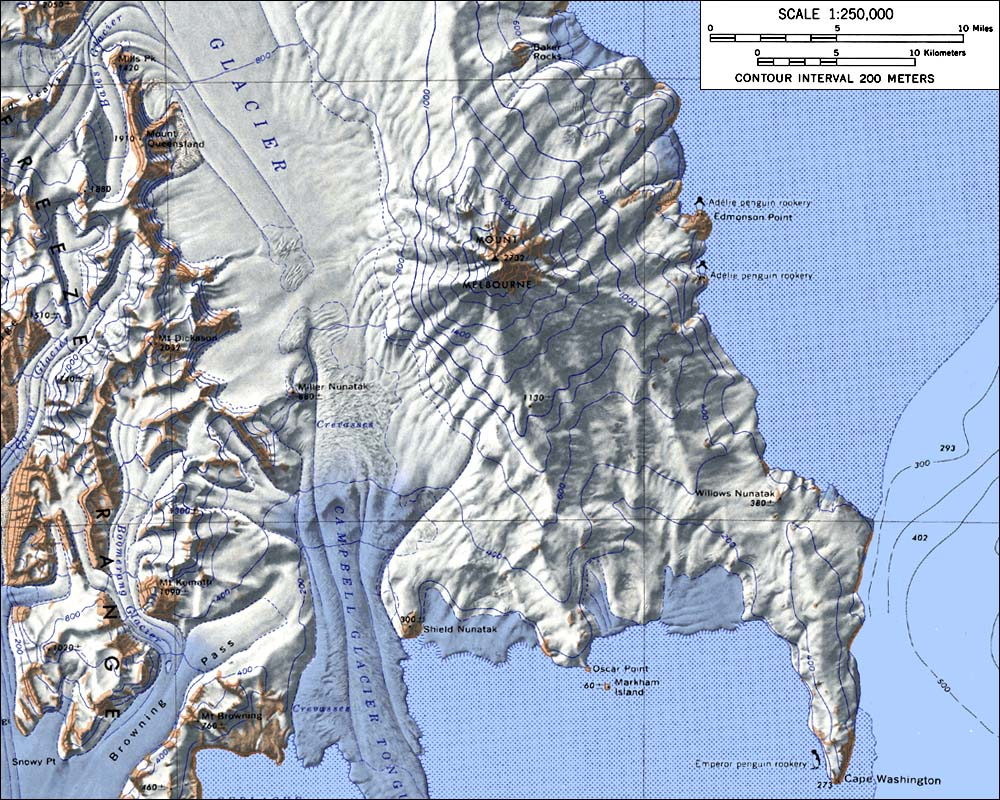
25万分の1の地形図